# Necropoli degli Xia occidentali
Le Tombe Imperiali degli Xixia sono un vasto complesso funerario situato nella regione autonoma di Ningxia Hui, nel nord-ovest della Cina, e rappresentano uno dei siti archeologici più importanti della dinastia Xixia (1038–1227), fondata dal popolo Tangut. È il più vasto e meglio conservato sito funerario dell'epoca e testimonia la fusione culturale che avveniva lungo la Via della Seta.
Il sito comprende nove mausolei imperiali, 271 tombe subordinate, un complesso architettonico settentrionale e 32 strutture di controllo delle inondazioni. Fondata dai Tangut nel 1038, la dinastia Xixia durò fino alla sua distruzione da parte dell'esercito mongolo di Gengis Khan nel 1227. Posizionata lungo la Via della Seta, divenne una civiltà multiculturale modellata sulle tradizioni imperiali cinesi, con il buddismo al centro. Il sito riflette l'eredità religiosa e socio-politica della dinastia.
Le tombe sono costruite con terra battuta, alcune con pianta ottagonale o circolare, e includono pagode funerarie e sale sacrificali
L'area occupata dalle tombe della dinastia Xia Occidentale si estende da sud-ovest a nord-est lungo il margine orientale dei Monti Helan, per una lunghezza di circa 12 km e una larghezza massima di 2,5 km. I nove mausolei imperiali sono disposti da sud a nord su una distanza di circa 10 km, con gli imperatori più antichi sepolti nella zona sud e quelli più recenti verso nord.
Ogni mausoleo presenta una disposizione simile (vedi la pianta del Mausoleo 2 sotto), comprendente generalmente:
- un muro rettangolare di cinta esterno (waicheng 外城),
- una coppia di torri d'ingresso (quetai 鵲臺) nella parte sud,
- uno o più padiglioni (di solito una coppia) che ospitano stele commemorative (beiting 碑亭),
- un barbacane rettangolare (yuecheng 月城) davanti all'ingresso di un recinto interno quadrato o rettangolare (lingcheng 陵城), con torri d’osservazione (jiaoque 角闕) ai quattro angoli.

Il tumulo costruito sopra il sito della sepoltura è realizzato con terra pressata. È collocato in modo decentrato nella parte nord-occidentale del recinto interno, con un diametro fino a 30 metri e un’altezza di 23 metri. Nei tumuli si trovano fori che un tempo supportavano travi in legno e, poiché in ogni mausoleo sono stati rinvenuti moltissimi frammenti di tegole, si ritiene che i tumuli conservati siano i nuclei di monumenti architettonici più grandi, rivestiti con mattoni e decorati con sculture e gronde piastrellate su più livelli.
I Mausolei 1 e 2 si trovano vicini tra loro, all’estremità meridionale del complesso, e sono le tombe più grandi, con i recinti esterni che misurano entrambi 340 × 224 metri. Si crede che ospitino il nonno (Li Jiqian) e il padre (Li Deming) di Li Yuanhao, il primo imperatore della dinastia Xia Occidentale.

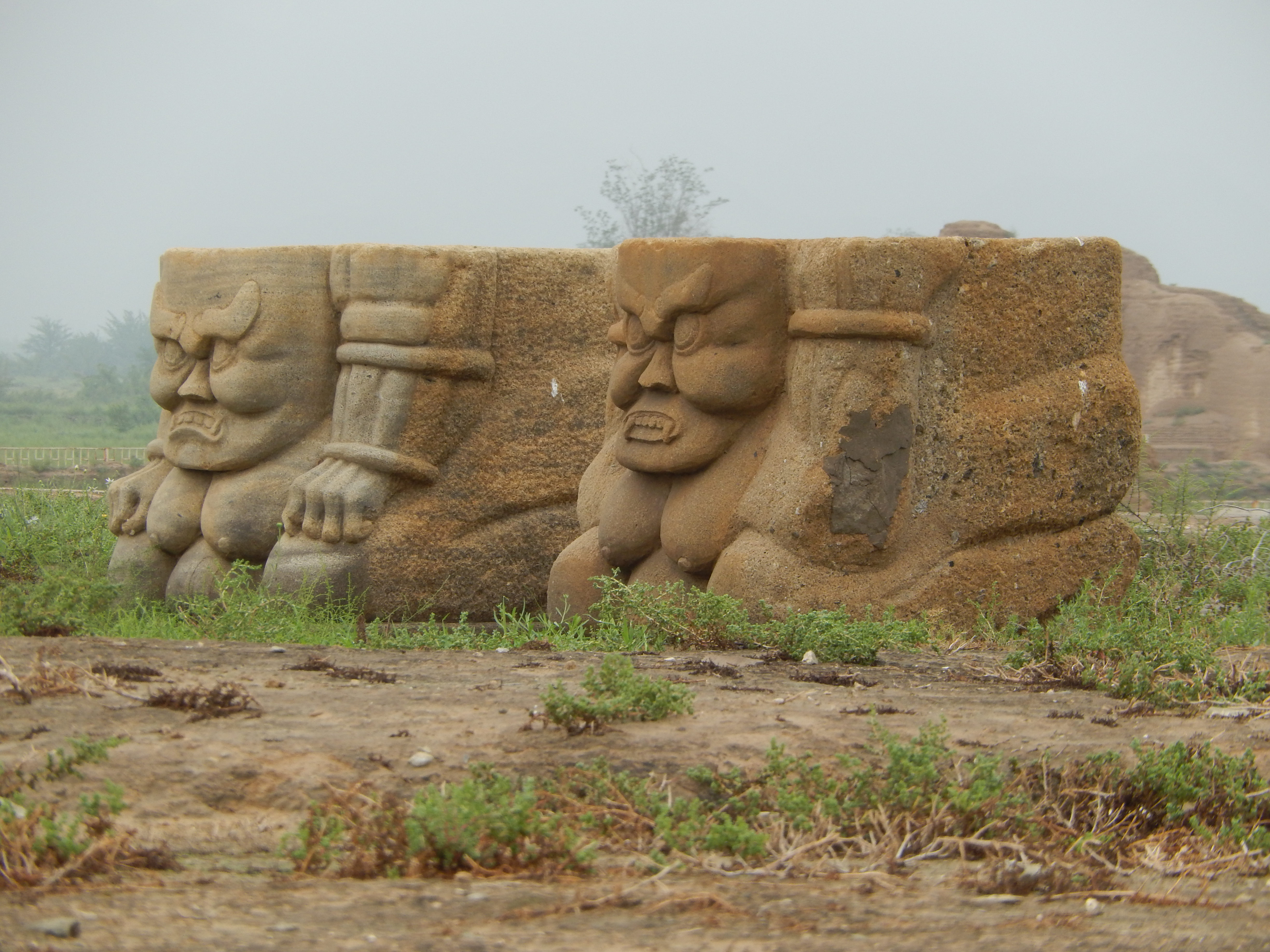
Basi delle stele della tomba n. 3

I Mausolei 3 e 4 si trovano circa 4 km più a nord. Il Mausoleo 3 è situato sul margine orientale dell’area, mentre il Mausoleo 4 si trova circa 2 km più a ovest, vicino ai monti. Si ritiene che il Mausoleo 3 ospiti l’imperatore Jingzong (1º imperatore, regno 1038–1048) e il Mausoleo 4 l’imperatore Yizong (2º imperatore, regno 1048–1068).
Circa 2 km più a nord si trovano i Mausolei 5 e 6, che si ritiene siano occupati rispettivamente dagli imperatori Huizong (3º imperatore, regnò dal 1068 al 1086) e Chongzong (4º imperatore, regnò dal 1086 al 1139).
Circa 3 km più a nord si trova un gruppo composto da tre mausolei dedicati agli imperatori Renzong (5º imperatore, regnò dal 1139 al 1193), Huanzong (6º imperatore, regnò dal 1193 al 1206) e Xiangzong (7º imperatore, regnò dal 1206 al 1211). Quest'area fu convertita a uso industriale negli anni ’70, e parte del Mausoleo 7 e la maggior parte dei Mausolei 8 e 9 furono coperti dalle strutture industriali, anche se i tumuli funerari sono ancora visibili. Gli edifici degli anni ’70 sono stati ora completamente demoliti.
Non esistono mausolei per gli ultimi tre imperatori della dinastia Xixia: Shenzong (8º imperatore, regnò dal 1211 al 1223), Xianzong (9º imperatore, regnò dal 1223 al 1226) e Modi (ultimo imperatore, regnò dal 1226 al 1227), probabilmente perché l'impero Xixia fu distrutto dai Mongoli prima che ci fosse il tempo di costruire le loro tombe. Tuttavia, è stato suggerito che la Tomba 161, che è la più grande tra le tombe non imperiali del complesso (165 metri di lunghezza e 100 metri di larghezza), sia la tomba congiunta degli imperatori Shenzong e Xianzong. Questa tomba si trova circa 200 metri a sud-ovest del Mausoleo 6 (di Chongzong), e sebbene sia grande rispetto alle tombe ordinarie, è comunque più piccola dei mausolei imperiali e non condivide lo stesso layout complesso. Se Shenzong e Xianzong sono davvero sepolti nella Tomba 161, allora sarebbe l'unico mausoleo che non segue l'ordine da sud a nord.
Di seguito la tabella con i nove mausolei imperiali che fanno parte del sito Unesco:
| # | Nome            | Imperatore                                                             | Foto                    | Sezione planimetrica |
| - | --------------- | ---------------------------------------------------------------------- | ----------------------- | -------------------- |
| 1 | Yuling 裕陵     | Li Jiqian 李繼遷 (963–1004)                                            | Mausoleo di Li Jiqian   |                      |
| 2 | Jialing 嘉陵    | Li Deming 李德明 (981–1032)                                            | Mausoleo of Li Deming   | Plan of Mausoleum 2  |
| 3 | Tailing 泰陵    | Li Yuanhao 李元昊 (1003–1048), Imperatore Jingzong (regno 1038–1048)   | Mausoleo of Li Yuanhao  |                      |
| 4 | Anling 安陵     | Li Liangzuo 李諒祚 (1047–1068), Imperatore Yizong (regno 1048–1068)    | Mausoleo of Li Liangzuo |                      |
| 5 | Xianling 獻陵   | Li Bingchang 李秉常 (1061–1086), Imperatore Huizong (regno 1068–1086)  |                         |                      |
| 6 | Xianling 顯陵   | Li Qianshun 李乾順 (1083–1139), Imperatore Chongzong (regno 1086–1139) |                         |                      |
| 7 | Shouling 壽陵   | Li Renxiao 李仁孝 (1124–1193), Imperatore Renzong (regno 1139–1193)    |                         |                      |
| 8 | Zhuangling 莊陵 | Li Chunyou 李純佑 (1177–1206), Imperatore Huanzong (regno 1193–1206)   |                         |                      |
| 9 | Kangling 康陵   | Li Anquan 李安全 (1170–1211), Imperatore Xiangzong (regno 1206–1211)   |                         |                      |

## Galleria di immagini

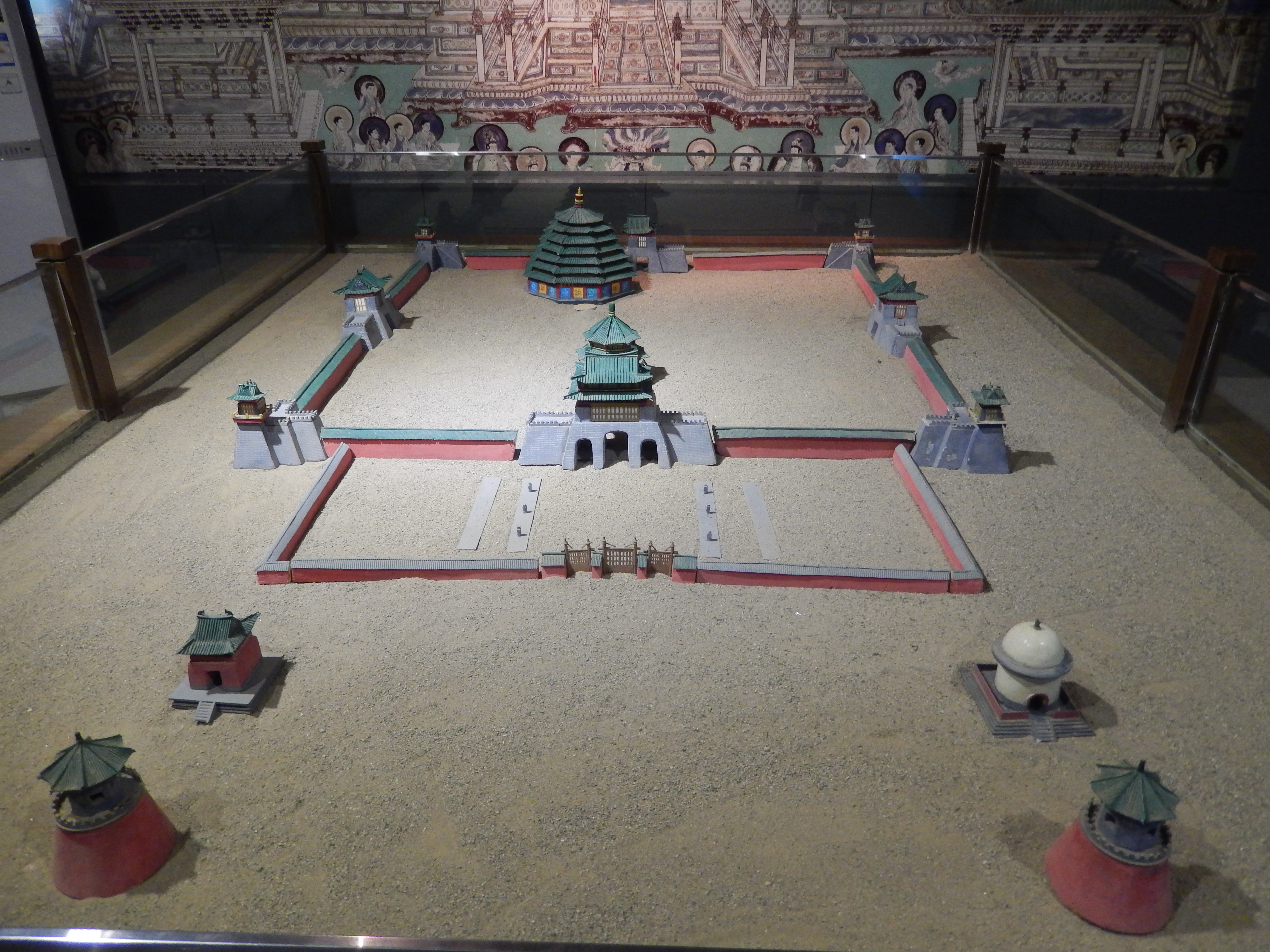
Ricostruzione del Mausoleo 3
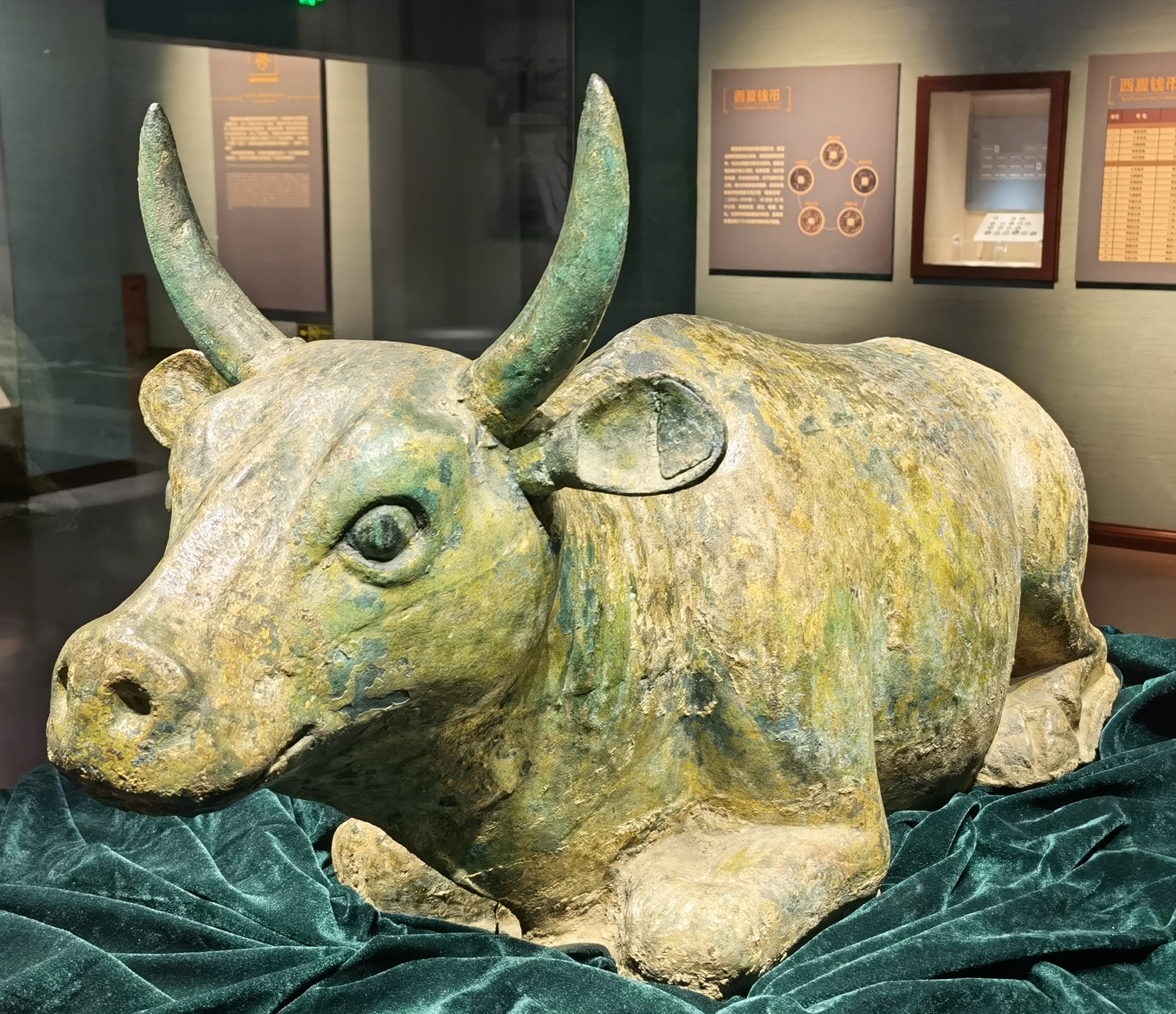
Bue in bronzo, scoperto nel 1977
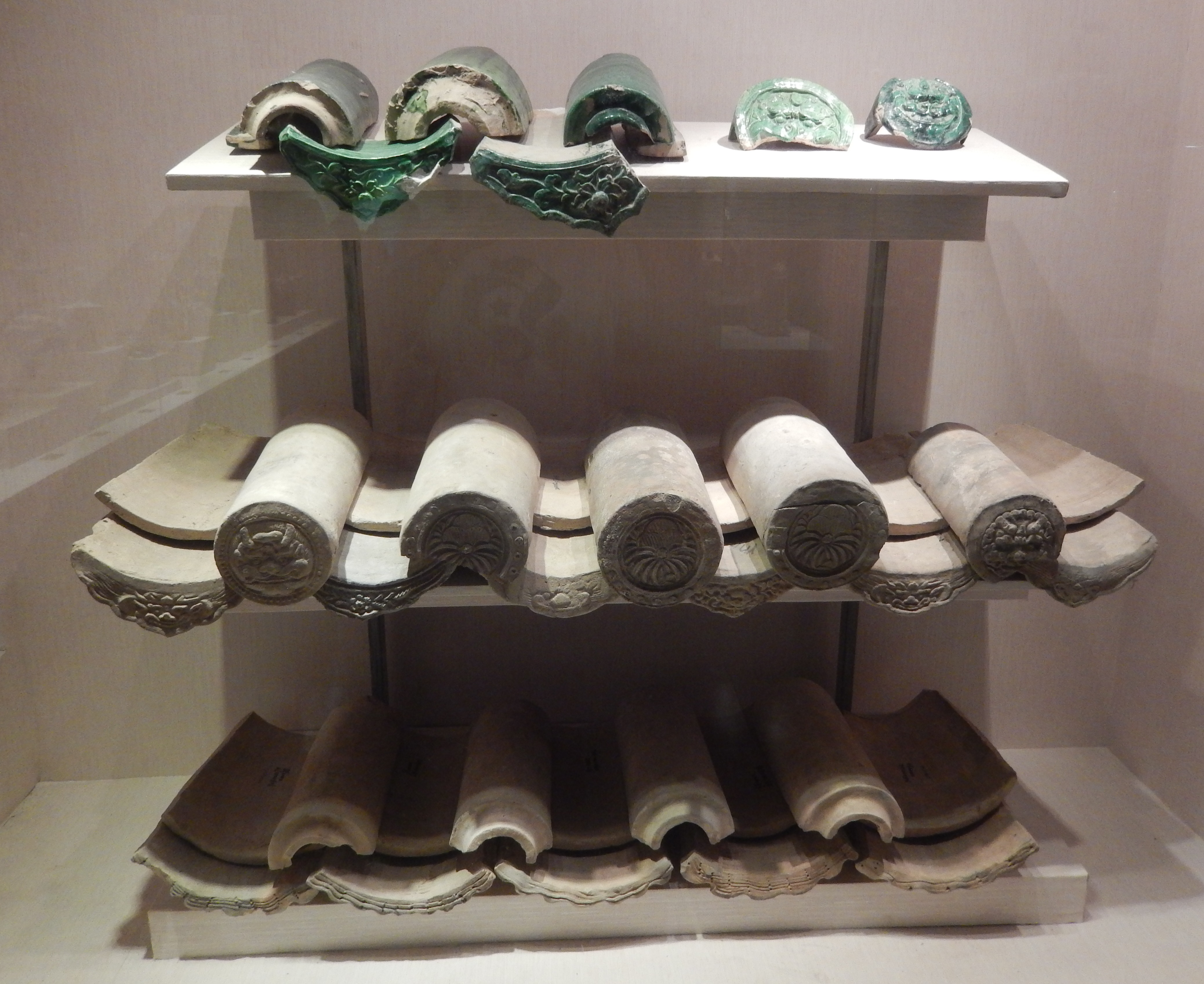
Tegole
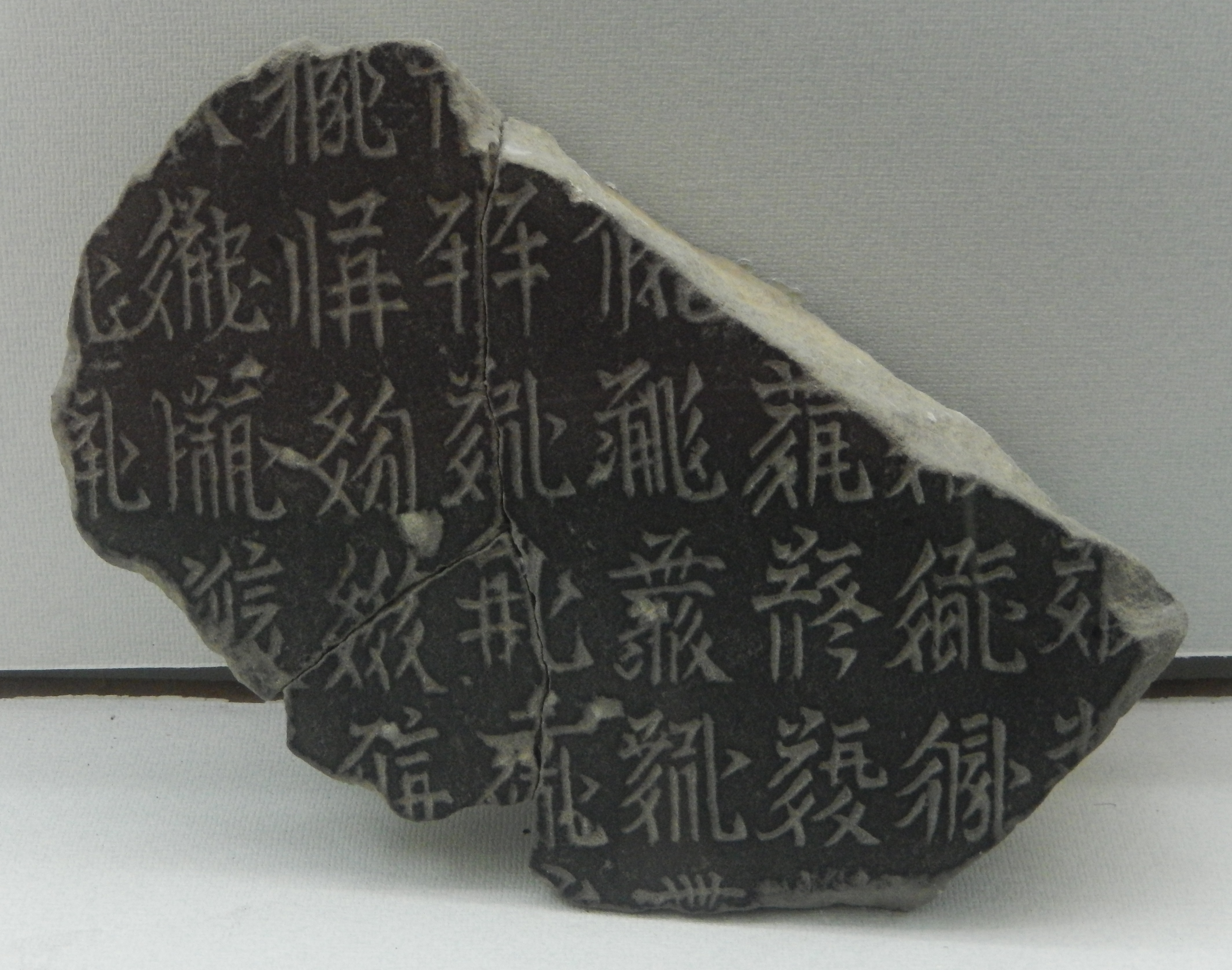
Frammento di una stele con scrittura tangut
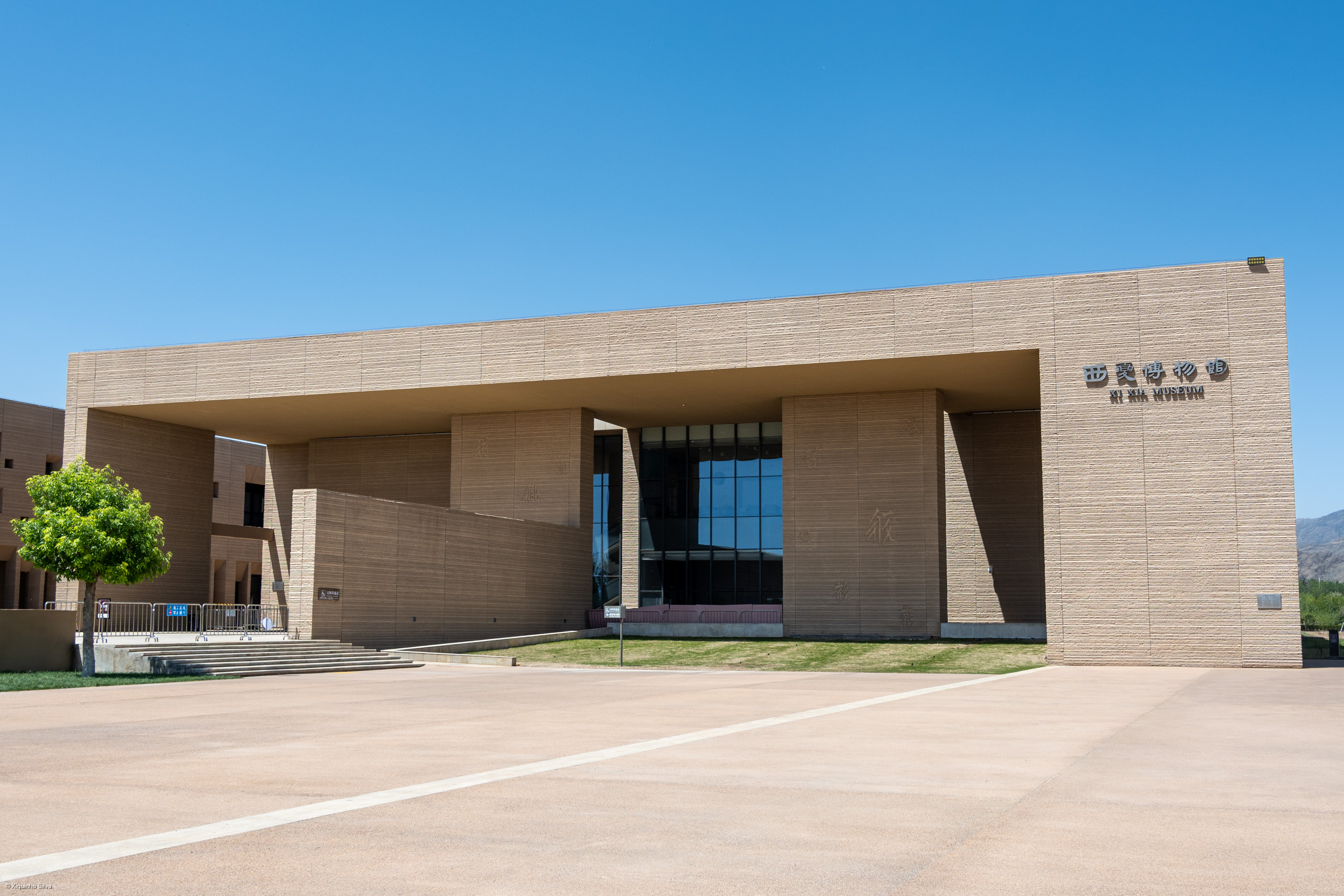
Museo della dinastia Xixia